# 갈라파고스상어
갈라파고스상어(학명: Carcharhinus galapagensis)는 흉상어과에 속하는 연골어류이다. 방추형인 몸은 길이가 약 3m이며 최대 7.4m까지 자란다. 전체적으로 암회색을 띤다. 3대양에 두루 분포하며 주식은 소형 어류들과 연체동물, 바다사자 종류이다.